# الصومال الإيطالي
الصومال الإيطالي (بالإيطالية: Somalia Italiana، بالصومالية: Dhulka Talyaaniga) هي مستعمرة أفريقية سابقة للمملكة الإيطالية في الفترة بين ثمانينيات القرن التاسع عشر حتى عام 1941، وهي جزء من الصومال الحالي. حُكمت في القرن 19 من قبل سلطنة هوبيو الصومالية وسلطنة ماجرتين. وتم الاستحواذ عليها، واحتلال أراضيها عن طريق إيطاليا تدريجيًا من خلال معاهدات مختلفة. في عام 1936، دُمجت أراضي الصومال الإيطالي إلى دولة أفريقيا الشرقية الإيطالية، واعتُبر كجزء من الإمبراطورية الإيطالية. واستمرت حتى عام 1941. خلال الحرب العالمية الثانية، ظلت مستعمرة أرض الصومال الإيطالي بهذا الاسم حتى نهاية الحرب، عندما أصبحت تحت حكم الإدارة البريطانية لغاية عام 1949؛ حيث أصبحت تحت وصاية الأمم المتحدة الدولية، وسُميت بإقليم الصومال الإيطالي. في يوم 1 يوليو عام 1960، اتحد إقليم الصومال الإيطالي التابع للأمم المتحدة، مع الصومال البريطاني، وأُعلن الاستقلال، وتشكلت جمهورية الصومال الحالية.

## التاريخ
في أواخر القرن التاسع عشر كان ذلك الوقت تأثيراً كبيراٌ على التطورات التي تحدث في منطقة القرن الأفريقي. القوى الأوروبية (إيطاليا وبريطانيا وفرنسا) كانت أولى الدول التي تطأ قدمها في الصومال من خلال توقيع اتفاقيات مختلفة والاتفاقات مع سلاطين الصومال التي سيطرت بعد ذلك على المنطقة، مثل يوسف علي، الملك عثمان محمود ومحمد علي شيري [الإنجليزية].
في اواخر العام 1888، قام السلطان كيناديد بمعاهدة مع الإيطاليين، وجعل له من سلطنة هوبيو محمية إيطالية. وكان منافسه الملك عثمان محمود لتوقيع اتفاق مماثل وجها لوجه له وتشكيل سلطنة ماجرتين الخاصة في العام التالي. وكان كل من الحكام وقعوا على معاهدات الحماية لتحقيق أهدافها التوسعية الخاصة، وكان كيناديد يتطلع للاستفادة من دعم إيطاليا في خلافه مع سلطان زنجبار لمنطقة واراكيش الساحلية، بالإضافة إلى صراع السلطة الدائر حول سلطنة ماجرتين ضد الملك عثمان محمود. كلا من السلطان كيناديد ومنافسه الملك عثمان يأملان أيضا في استغلال المصالح المتضاربة بين القوى الإمبريالية الأوروبية التي كانت تبحث بعد ذلك للسيطرة على شبه الجزيرة الصومالية، وذلك لتفادي الاحتلال المباشر لأراضيها بالقوة.
الإيطاليون، من جانبهم، كانوا مهتمين كثيرا في هذا البلد القاحل إلى حد كبير ويرجع ذلك أساسا إلى موانئها، ويمكن لهذه الأخيرة ان تمنحهم الوصول السهل إلى قناة السويس ذات الأهمية الاستراتيجية وأيضا إلى خليج عدن. آخر قطعة من الأراضي التي حصلت عليها إيطاليا في الصومال من أجل تشكيل أرض الصومال الإيطالية هي منطقة كيسمايو (جوبالاند)، والذي كانت خاضعة لسيطرة بريطانيا قبل الحرب العالمية الأولى.
ومع ذلك، توترت العلاقة بين سلطنة هوبيو وإيطاليا عندما كان السلطان كيناديد قد رفض اقتراح الإيطاليين للسماح للقوات البريطانية النزول في سلطنته، بحيث يمكن متابعة معركتهم ضد القوات الصومالية الدينية والقومية لدولة الدراويش وزعيمها محمد عبد الله حسن درويش. وتعرض للكثير من التهديد، وفي نهاية المطاف نُفي إلى عدن في اليمن ثم إلى اريتريا، وتولى ابنه ولي العهد علي يوسف عرشه.
في نهاية القرن 19، ومع تنامي الحركة الاجتماعية والسياسية المتقدمة في إيطاليا لبدء توسيع نفوذها، إذ أن العديد من البلدان الأوروبية الأخرى بالفعل قامت بذلك من قبل، والتي تركت إيطاليا تقبع خلفها متخلفة عنها بكثير. كان هناك أيضاً نقص كبير من رأس المال، ومشاكل اقتصادية خطيرة في إيطاليا. وقيل أيضا من قبل بعض المؤرخين أن إيطاليا لديها مصلحة في استيراد لحم الضأن والماشية التي كانت وفيرة في الصومال.
ومع ذلك، في يناير 1887 خاضت القوات الإيطالية من الصومال معركة ضد ميليشيا رأس علولة في منطقة دوغالي في اريتريا، حيث خسروا 500 جندي. واستقال رئيس الوزراء اجوستينو ديبريتس، بسبب هذه الهزيمة في تموز 1887. وتم تعيين فرانشيسكو كريسبي بدلا منه، ووضع خططا لخلق مجالات جديدة لهجرة الإيطاليين. في 2 مايو 1889 وقع منليك الثاني، امبراطور إثيوبيا، معاهدة سلام مع إيطاليا.
حوالي عام 1895، أطلقت إيطاليا أولى حروبها الإيطالية ضد الحبشة من أراضيها في اريتريا والصومال انتهت بفوز إثيوبيا.

## احتلال الساحل

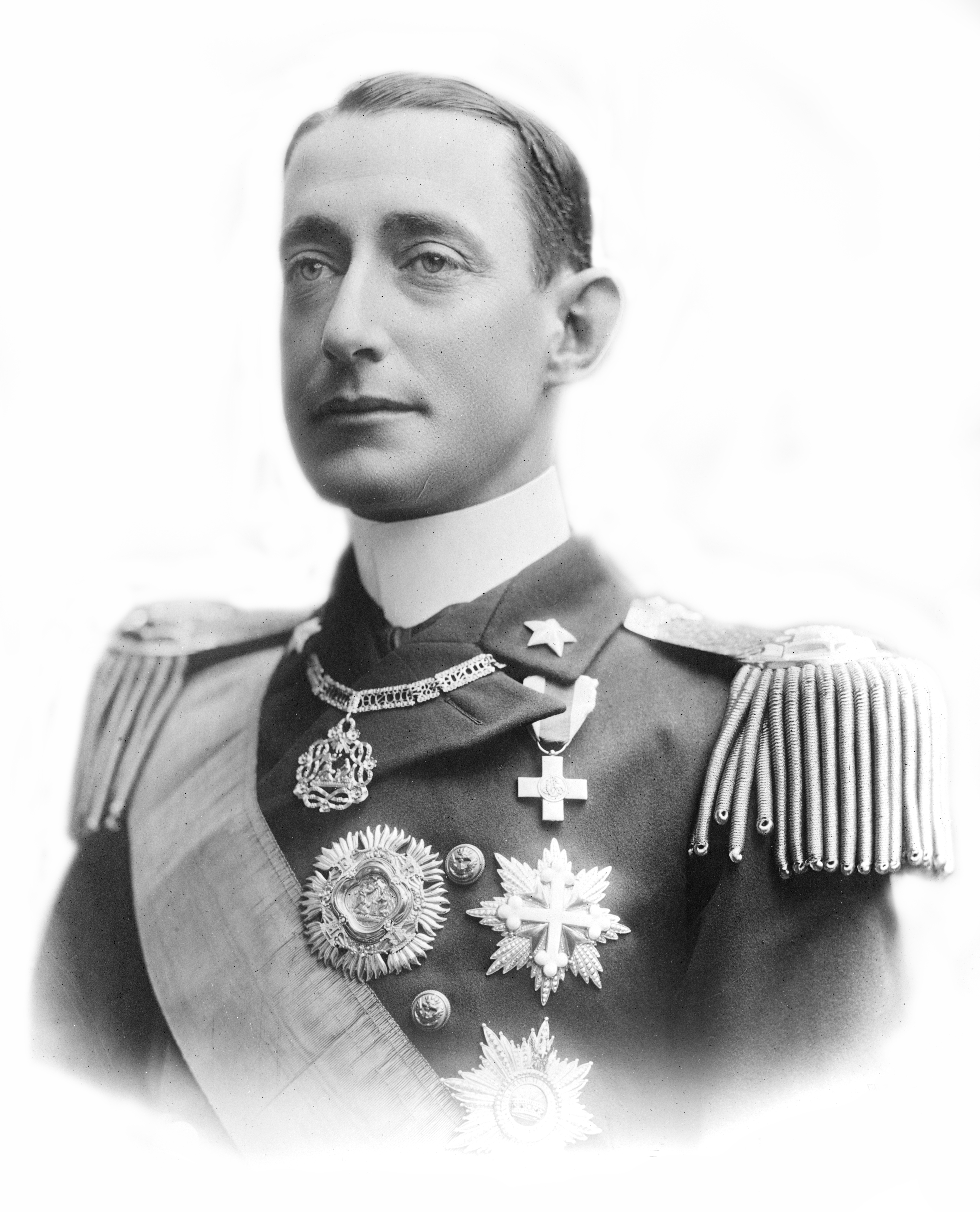
لويجي اميديو، دوق أبروتزو، مؤسس دوكا فيلاجيو ديغلي أبروزي (جوهر)، المستعمرة الزراعية الرئيسية في الصومال الإيطالية.

تمكنت إيطاليا من السيطرة على الموانئ في منطقة بنادر الساحلية من سلطان زنجبار، وعلى مدى العقود التالية، تشجعت إيطاليا لتسوية صلاحياتها. في عام 1905، تولت إيطاليا مسؤولية إنشاء مستعمرة في جنوب الصومال، وبعد عدة محاولات فاشلة، وبعد الكشف عن أن شركة بنادير استمرت في تجارة الرقيق. وكان الحاكم الإداري المنظم ماركيلينتي، للتقسيمات الفرعية الستة في مدينة براوة، مركا، لوغ، ايطالا، بارديرا، وجامبو.
في 5 أبريل 1908 سن البرلمان الإيطالي قانونا أساسياً لتوحيد كل أجزاء من جنوب الصومال في منطقة تسمى «الصومال الإيطالي». ثم تم تقسيم السلطة الاستعمارية بين البرلمان والحكومة الحضرية، والحكومة الاستعمارية. كانت سلطة الحكومة الاستعمارية القوة الوحيدة التي تم تغييرها. المحافظ المدني كان مسؤولاً عن حقوق التصدير، تنظيم سعر الصرف، رفع أو خفض الضرائب المحلية، وتدار جميع الخدمات المدنية والمسائل ذات الصلة، والصيد والتعليب. وكان المحافظ مسيطراً على قوات الشرطة، والمفوض في ترشيح السكان المحليين والترتيبات العسكرية. السيطرة الإيطالية الفعالة لا تزال محدودة إلى حد كبير في المناطق الساحلية حتى أوائل العام 1920. وبعد انهيار حركة المقاومة التي يقودها محمد عبد الله حسان، حركة التمرد والثورة وقعت مع النزاعات بين العشائر المختلفة في شمال الصومال. الحكومة في ذلك الوقت عملت مرة أخرى جنبا إلى جنب مع رجال القبائل القديمة في محاولة للحفاظ على السلام بين عشائر عدة، والحفاظ على الجيش.

## التنمية الاستعمارية وعصر الفاشية ما بين 1920-1935
بعد الحرب العالمية الأولى، جوبالاند، التي كانت آنذاك جزءا من شرق أفريقيا البريطانية، تم ضمها إلى إيطاليا. وكان هذا الامتياز هو نظير مكافأة إيطاليا بعد أن شاركت مع الحلفاء في الحرب العالمية الأولى.
في عام 1926، وبعد بعض المقاومة، كان الهدوء تاما جنوب الصومال. كانت القوات الصومالية الاستعمارية والتي تسمى دوباتس أو قوات الدرك وقوات أخرى تسمى زيبيتس تدار بواسطة ديفيتشي في هذه الحملة العسكرية.
في أوائل العام 1930، بدأ الحكام الإيطاليين الجدد، غيدو كورني ورافا ماوريتسيو، بتغيير سياسة استيعاب الصوماليين وعشائرهم وتم تسجيل العديد من الصوماليين في القوات الاستعمارية الإيطالية. انتقل عدة آلاف من المستوطنين الإيطاليين للعيش في مقديشو، والتي أصبحت مركزا تجاريا مع بعض شركات التصنيع الصغيرة، وفي بعض المناطق الزراعية المحيطة بالعاصمة مثل «فيلاجيو دوكا ديغلي أبروزي» (أو «فيلابروزي»، أو كما تعرف اليوم باسم جوهر).
في العام 1920، أسس المستكشف الإيطالي والنبيل لويجي أميديو سافويا-أوستا جوهر المستوطنة الزراعية في إيطاليا الصومالية، وتنتج محاصيل متنوعة كالقطن، والموز والسكر.
في عام 1926، ضمت المستعمرة 16 قرية، ومع 3000 شخص صومالي و 200 شخص إيطالي، وكانت متصلة بواسطة خط للسكك الحديدية بطول 114 كم إلى مقديشو. تتبع السياسة الاستعمارية الإيطالية في الصومال مبدأين وهو الحفاظ على العشيرة المهيمنة والتكوينات العرقية واحترام الإسلام كدين للمستعمرة.

## إيطاليا الشرق أفريقية

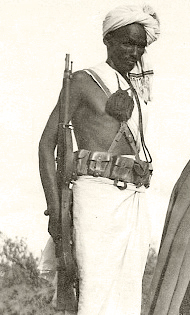
شخص من كتيبة الدوباتس يحمل بندقية في الصومال الإيطالية (1938)

في أكتوبر 1935، انطلقت الجبهة الجنوبية في الحرب الإيطالية الحبشية الثانية في إثيوبيا من الصومال الإيطالي. بقيادة الجنرال الإيطالي رودولفو غراتسياني في الجنوب.
في حزيران 1936، بعد انتهاء الحرب، أصبح الصومال الإيطالي الإيطالي جزءا من شرق أفريقيا الإيطالية ومستعمرة جديدة في الامبراطورية الإيطالية كما شملت إثيوبيا وإريتريا، وكانت تسمى أفريقيا الشرقية الإيطالية.
من 1936 إلى 1940، تم بناء طرق جديدة (مثل «الطريق الامبراطوري»، من مقديشو إلى أديس أبابا)، وكذلك بناء خطوط السكك الحديدية الجديدة تقدر مساقته ب (114 كلم من مقديشو إلى جوهر) ووتأسيس العديد من المدارس والمستشفيات والموانئ، الجسور.
منذ بداية المستعمرة، خاضت القوات الصومالية حروب كثيرة في ما يسمى (بالإيطالية:Regio Corpo Truppe Coloniali) أي فيلق القوات المستعمر الملكي. وتم تجنيد الجنود ب دوباتس، زابيت بالإضافة إلى قوات إيطالية غير نظامية تسمى ب باند اريجولاري. خلال الحرب العالمية الثانية، اعتبرت هذه القوات باعتبارها جناح من فرقة المشاة في الجيش الإيطالي، كما كان الحال في ليبيا واريتريا. اعتبرت قوات الدرك (بالإيطالية:Zaptié) الأفضل فهي توفر مرافقة الاحتفالية لنائب الملك الإيطالي (الحاكم)، فضلا عن قوات الشرطة الإقليمية. كان هناك بالفعل أكثر من ألف جندي من هذا القبيل في عام 1922. في عام 1941، في أرض الصومال وإثيوبيا الإيطالية كان هناك حوالي 2800 جندي من قوات الزابيت، بالإضافة إلى 500 مجند تحت التدريب تشكل رسميا جزءا من قوات الدرك. كانت تنظم في كتيبة يقودها النقيب الفريدو سيرانتي الذي دافع عن منطقة كولقوالبر (إثيوبيا) في حرب استمرت لمدة ثلاثة أشهر حتى تم تدمير هذه الوحدة العسكرية من قبل الحلفاء. وبعد قتال عنيف، تلقت جميع وحدات الشرطة الإيطالية، بما في ذلك القوات الصومالية، أوسمة عسكرية كاملة من البريطانيين.
في النصف الأول من عام 1940، كان هناك 22000 ألفاً من الإيطاليين يعيشون في الصومال، وكانت مستعمرةً وواحدةً من البلدان الأكثر تقدما في أفريقيا من حيث مستوى المعيشة من المستعمرين والصوماليين، وخصوصا في المناطق الحضرية. وأكثر من 10000 آلاف منهم يعيشون في مقديشو، وهي العاصمة الإدارية لشرق أفريقيا الإيطالية، وأقيمت مبانٍ جديدة على نمط التقاليد المعمارية الإيطالية. وبحلول عام 1940، أصبحت منطقة دوكا فيلاجيو ديلي أبروزي تعج بالسكان ووصل عددهم 12000 نسمة، منهم 3000 من الإيطاليين الصوماليين، وكانت أيضا تتمتع بمستوىً ملحوظ ومتزايد في التنمية وذلك بإنشاء المناطق الصناعية الصغيرة والصناعات الزراعية من السكر والمطاحن.
في النصف الثاني من عام 1940، غزت القوات الإيطالية أرض الصومال البريطاني، وطردوهم. أيضا احتل الإيطاليون منطقة جوبالاند على الحدود وقرى مويالي وبونا. في أغسطس 1940 تفاخر بينيتو موسوليني إلى مجموعة من الصوماليين في روما مع غزو الصومال البريطاني بضمها إلى الصومال الإيطالي وما يقرب الشعب الصومالي كان موحداً، آملين تحقيق حلمهم في الاتحاد بما يعرف ب الصومال الكبير.
في ربيع عام 1941 استعادت بريطانيا السيطرة على أرض الصومال البريطاني ثم غزت الصومال الإيطالي بجانب مع أوغادين، ولكن حتى صيف عام 1943 كانت هناك حرب عصابات إيطالية طاحنة في جميع مناطق شرق أفريقيا الإيطالية السابقة.

## صور تاريخية

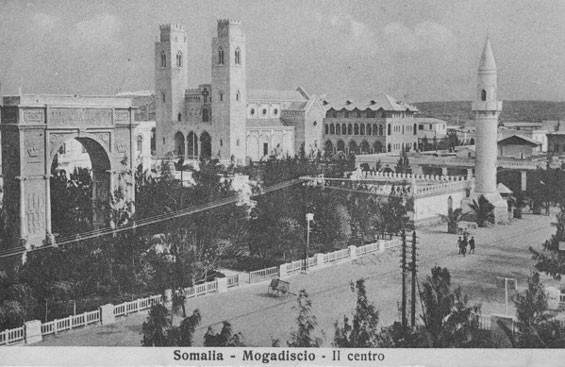
مقديشو في عام 1936، مع الكاتدرائية الكاثوليكية وقوس النصر المخصص للملك الإيطالي
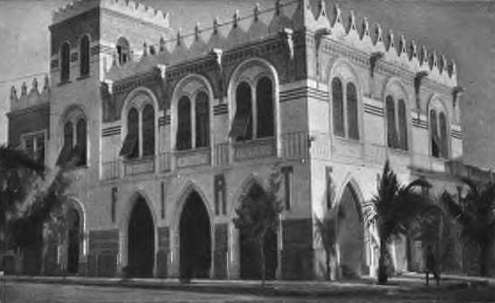
بطاقة بريدية قديمة من الصومال الإيطالي، مؤرخة في عام 1940، تظهر مبنى شركة فيات على الطريق الرئيسي من مقديشو.
مبنى البرلمان في مقديشو بنيت على الأسلوب الفاشي في الثلاثينات من القرن الماضي
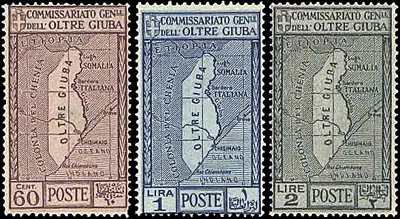
طوابع 1926 تحتفل بضم جوبالاند إلى الصومال الإيطالي
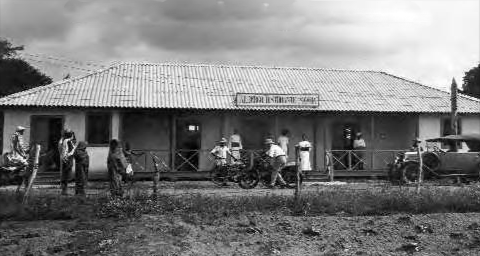
فندق في المنطقة الزراعية جوهر التي تسمى بالإيطالية فيلاجيو دوكا ديلي ابروزي، انشأت بواسطة الإيطالي اميديو دي سافوي
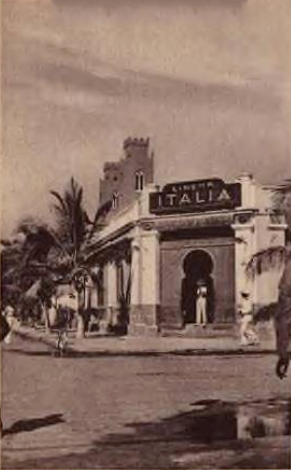
أول دار سينما في مقديشو
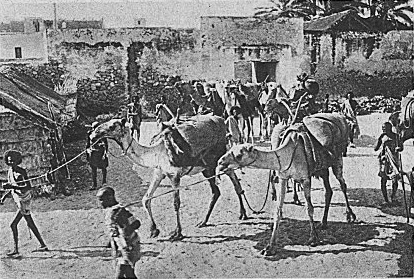
مقديشو. الطريق إلى الحدائق 1931
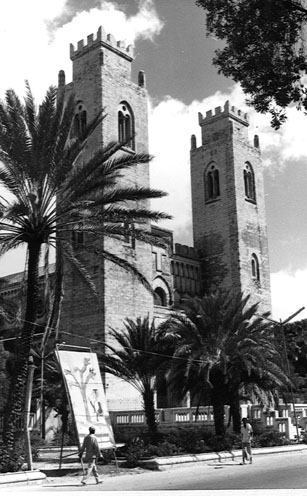
كاتدرائية كاثوليكية في مقديشو